# Эргаш Джуманбулбул оглы
Эргаш Джуманбулбуль-оглы   (узб. Эргаш Жуманбулбул ўғли; 1868, кишлак Курган Бухарский эмират (ныне Кошрабатского района Самаркандской области, Узбекистана) — 1936, село Куштамгали Самаркандской области — узбекский советский народный поэт-сказитель. Один из классиков узбекской литературы.

## Биография
Эргаш Джуманбулбуль оглы родился в селе Курган Нуратинского района Самаркандской области, где в середине XIX века было более 20 народных сказителей. Его отец Джуманбулбул Мулла Холмурод угли (1818 — Нуратинский район — 1886) был известным узбекским сказителем.
Среди других узбекских сказителей известны Фазыл Юлдаш оглы (1872-1955 гг.), Мухаммад Джанмурад оглы Пулкан (1874-1941 гг.), Ислам Назар оглы (1874-1953 гг.), Абдулла шаир Нурали оглы (1870-1975 гг.), Курбан Исмаил оглы (1869-1940 гг.).
Из сказительниц была наиболее известна прабабушка Эргаша Джуманбульбуль-оглы—Тилла-кампир.
Сказители исполняли дастаны - стихотворные поэмы, которые сопровождались прозаическими пояснениями рассказчика-певца. В дастанах тесно переплетается героическая и романтическая тематика. Большинство узбекских эпических произведений отражают историческое прошлое народа. Показателен в этом плане эпос «Алпамыш», идейное содержание которого обусловлено особенностями исторической жизни полукочевых групп узбекского народа в средние века.

## Поэмы
Поэмы, исполненные Эргашем Джуманбулбул-оглы: «Кунтуғмиш», «Якка Аҳмад», «Алибек билан Болибек», «Далли», «Равшан», «Қундуз билан Юлдуз», «Хушкелди», «Холдорхон», «Қиз Жибек», «Гўрўғлининг туғилиши», «Ҳасанхон», «Авазхон», «Авазнинг Фарангга сафари», «Нурали», «Хиромон» («Жаҳонгир»), «Алпомиш», «Юсуф билан Аҳмад», «Тулумбий», «Қиронхон», «Қумри», «Ошиқ Ғариб», «Вомиқ билан Узро», «Варқа билан Гулшоҳ», «Маҳтумқули».

## Память
- Ш. Шаабдурахманов в 1949 году успешно защитил кандидатскую диссертацию: «Художественные особенности языка поэмы „Равшан” Эргаша Джуманбульбул-оглы».
- В селе Курган, где родился поэт, создан его музей.